# Hoofdklasse hockey dames 2017/18
Het seizoen 2017/18 is de 37ste editie van de Nederlandse dameshoofdklasse hockey. De reguliere competitie is van start gegaan op zondag 10 september 2017 en met een winterstop tussen 5 november 2017 en 25 februari 2018 is de competitie geëindigd op zondag 22 april 2018. Aansluitend vonden de play-offs plaats voor het landskampioenschap. Dit seizoen keerde Nijmegen terug en debuteerde Huizen op het hoogste niveau.
De hockeyvrouwen van Den Bosch werden voor de 19de keer landskampioen en voor de vijfde maal op rij na in de play-offs afgerekend te hebben met respectievelijk SCHC en Amsterdam. Nijmegen degradeerde rechtstreeks.

## Clubs
De clubs die dit seizoen aantreden:
| Club        | Stad              | Accommodatie                | Coach            |
| ----------- | ----------------- | --------------------------- | ---------------- |
| Amsterdam   | Amsterdam         | Wagener-stadion             | Rick Mathijssen  |
| Bloemendaal | Bloemendaal       | Sportpark 't Kopje          | Teun de Nooijer  |
| Den Bosch   | 's-Hertogenbosch  | Sportpark Oosterplas        | Raoul Ehren      |
| Groningen   | Haren             | Sportpark "De Harener Holt" | Marc Materek     |
| hdm         | Den Haag          | Sportpark Duinzigt          | Sonja Thomann    |
| Huizen      | Gooise Meren      | Sportpark Bestevaer         | Boaz Janssen     |
| Hurley      | Amsterdam         | Sportpark Amsterdamse Bos   | Jorge Nolte      |
| Kampong     | Utrecht           | Sportpark Maarschalkerweerd | Santi Freixa     |
| Laren       | Laren             | Sportpark Eemnesserweg      | Robert-Jan Cox   |
| Nijmegen    | Nijmegen          | Sportpark d'Almarasweg      | Matthijs Brouwer |
| Oranje-Rood | Eindhoven         | Sportpark Aalsterweg        | Toon Siepman     |
| SCHC        | De Bilt/Bilthoven | Sportpark Kees Boekelaan    | Tina Bachmann    |

## Ranglijst

### Eindstand
|     | club        | gs | w  | g | v  | pnt | dv | dt | ds  |
| --- | ----------- | -- | -- | - | -- | --- | -- | -- | --- |
| 1.  | Amsterdam   | 22 | 21 | 0 | 1  | 63  | 70 | 16 | +54 |
| 2.  | Den Bosch   | 22 | 20 | 1 | 1  | 61  | 77 | 12 | +65 |
| 3.  | SCHC        | 22 | 15 | 1 | 6  | 46  | 57 | 25 | +32 |
| 4.  | Oranje-Rood | 22 | 14 | 2 | 6  | 44  | 41 | 22 | +19 |
| 5.  | Laren       | 22 | 13 | 2 | 7  | 41  | 47 | 29 | +18 |
| 6.  | hdm         | 22 | 11 | 1 | 10 | 34  | 41 | 43 | −2  |
| 7.  | Hurley      | 22 | 9  | 3 | 10 | 30  | 32 | 41 | −9  |
| 8.  | Kampong     | 22 | 7  | 6 | 9  | 27  | 38 | 38 | 0   |
| 9.  | Bloemendaal | 22 | 4  | 2 | 16 | 14  | 16 | 61 | −45 |
| 10. | Huizen      | 22 | 3  | 2 | 17 | 11  | 20 | 56 | −36 |
| 11. | Groningen   | 22 | 2  | 2 | 18 | 8   | 17 | 69 | −52 |
| 12. | Nijmegen    | 22 | 1  | 2 | 19 | 5   | 20 | 64 | −44 |

### Legenda
| Kleur | Kwalificatie voor                                                           |
| ----- | --------------------------------------------------------------------------- |
|       | Landskampioen na play-offs, plaatsing EuroHockey Club Champions Cup 2019    |
|       | Verliezend finalist play-offs, plaatsing EuroHockey Club Champions Cup 2019 |
|       | Play-offs om het landskampioenschap                                         |
|       | Play-offs tegen degradatie naar de overgangsklasse                          |
|       | Degradatie naar de overgangsklasse na verlies in de Play-offs               |
|       | Degradatie naar de overgangsklasse                                          |

Informatie: Wanneer de kampioen van de reguliere competitie ook 
landskampioen wordt na play-offs dan gaat het tweede Europese ticket
naar de verliezend finalist van die play-offs.

## Uitslagen reguliere competitie
De thuisspelende ploeg staat in de linkerkolom.
|             | AMS | BLO | DBO | GRO | HDM | HUI | HUR | KAM | LAR | NIJ | ORA | SCH |
| ----------- | --- | --- | --- | --- | --- | --- | --- | --- | --- | --- | --- | --- |
| Amsterdam   |     | 3–0 | 3–1 | 5–1 | 4–1 | 4–1 | 3–1 | 2–1 | 2–0 | 4–1 | 3–1 | 1–0 |
| Bloemendaal | 0–6 |     | 0–6 | 1–0 | 1–3 | 0–1 | 1–2 | 0–1 | 1–5 | 1–1 | 0–2 | 0–4 |
| Den Bosch   | 3–1 | 9–1 |     | 8–0 | 3–0 | 3–0 | 4–1 | 1–1 | 2–1 | 2–1 | 2–0 | 2–0 |
| Groningen   | 0–5 | 1–2 | 0–4 |     | 1–4 | 3–3 | 1–2 | 0–2 | 0–1 | 0–3 | 0–1 | 0–4 |
| hdm         | 1–4 | 3–2 | 0–3 | 6–2 |     | 3–1 | 2–1 | 2–2 | 0–3 | 5–1 | 1–3 | 1–4 |
| Huizen      | 2–3 | 0–1 | 0–4 | 1–1 | 0–2 |     | 1–2 | 0–4 | 1–7 | 3–1 | 0–1 | 0–4 |
| Hurley      | 0–1 | 0–0 | 0–6 | 1–0 | 2–0 | 1–0 |     | 2–2 | 1–2 | 4–0 | 1–1 | 1–3 |
| Kampong     | 0–4 | 4–2 | 0–1 | 1–2 | 3–1 | 2–1 | 1–2 |     | 2–2 | 5–2 | 0–1 | 1–4 |
| Laren       | 1–2 | 3–0 | 1–2 | 4–1 | 0–1 | 3–2 | 4–3 | 2–2 |     | 2–0 | 0–4 | 2–0 |
| Nijmegen    | 0–4 | 1–2 | 1–5 | 2–3 | 1–2 | 0–2 | 0–2 | 1–1 | 2–3 |     | 0–2 | 0–1 |
| Oranje Rood | 1–2 | 3–0 | 0–3 | 5–1 | 1–0 | 2–0 | 4–3 | 3–1 | 0–1 | 4–1 |     | 1–1 |
| SCHC        | 1–3 | 3–1 | 1–3 | 4–0 | 1–3 | 5–1 | 4–1 | 3–2 | 1–0 | 7–1 | 2–1 |     |

## Topscorers
| pos | Speler             | Club      | tot.' | vd' | sc' | sb' |
| --- | ------------------ | --------- | ----- | --- | --- | --- |
| 1.  | Charlotte Vega     | Amsterdam | 16    | 14  | 2   | 0   |
| 2.  | Caia van Maasakker | SCHC      | 16    | 2   | 14  | 0   |
| 3.  | Pien van Nes       | hdm       | 16    | 2   | 12  | 2   |
| 4.  | Ginella Zerbo      | SCHC      | 15    | 6   | 3   | 6   |
| 5.  | Maxime Kerstholt   | Laren     | 14    | 14  | 0   | 0   |

## Play offs landskampioenschap

### Halve finales
1e wedstrijd
| 29 april 2018 12:15 UTC+2 |       |                                |                                                                                          |
| Oranje-Rood               | 0 – 3 | Amsterdam                      | Sportpark Aalsterweg, Eindhoven Scheidsrechters: Juus de Kempenaer Piet Hein Kraaijeveld |
|                           |       | 6' Veen 41', 67 (sc)' Van Male | Sportpark Aalsterweg, Eindhoven Scheidsrechters: Juus de Kempenaer Piet Hein Kraaijeveld |

| 29 april 2018 12:15 UTC+2 |       |            |                                                                                   |
| SCHC                      | 0 – 1 | Den Bosch  | Sportpark Kees Boekelaan, Bilthoven Scheidsrechters: Lisette Baljon Jorrit Maakal |
|                           |       | 54' Welten | Sportpark Kees Boekelaan, Bilthoven Scheidsrechters: Lisette Baljon Jorrit Maakal |

2e wedstrijd
| 5 mei 2018 12:15 UTC+2 |       |             |                                                                        |
| Amsterdam              | 2 – 1 | Oranje-Rood | Wagener-stadion, Amstelveen Scheidsrechters: Karen Dollé Alwiene Sterk |
| Vega 28' Albers 68'    |       | 31' Nunnink | Wagener-stadion, Amstelveen Scheidsrechters: Karen Dollé Alwiene Sterk |

| 5 mei 2018 12:15 UTC+2                   |       |                       |                                                                                           |
| Den Bosch                                | 4 – 2 | SCHC                  | Sportpark Oosterplas, 's-Hertogenbosch Scheidsrechters: Fanneke Alkemade Thomas Duijnstee |
| Verbruggen 46', 67' Welten 56 (sc)', 62' |       | 22' Zerbo 64' Verhage | Sportpark Oosterplas, 's-Hertogenbosch Scheidsrechters: Fanneke Alkemade Thomas Duijnstee |

### Finale
| 10 mei 2018 16:00 UTC+2                       |       |                              | |
| Den Bosch                                     | 3 – 2 | Amsterdam                    | Sportpark Oosterplas, 's-Hertogenbosch Scheidsrechters: Alwiene Sterk Karen Dollé Fanneke Alkemade (video umpire) |
| Welten 18' Matla 60 (sc)' Verbruggen 70 (sc)' |       | 17 (sc)' De Goede 45' Jonker | Sportpark Oosterplas, 's-Hertogenbosch Scheidsrechters: Alwiene Sterk Karen Dollé Fanneke Alkemade (video umpire) |

| 12 mei 2018 16:00 UTC+2 |       |                                                                      | |
| Amsterdam               | 1 – 4 | Den Bosch                                                            | Wagener-stadion, Amstelveen Scheidsrechters: Fanneke Alkemade Lisette Baljon Coen van Bunge (video umpire) |
| Vega 68 (sc)'           |       | 6' Van der Plas 19 (sc)' Van den Assem 45' Van Geffen 56' Verbruggen | Wagener-stadion, Amstelveen Scheidsrechters: Fanneke Alkemade Lisette Baljon Coen van Bunge (video umpire) |

## Promotie/degradatie play-offs
Play outs 11de/Vice-kampioen Overgangsklasse
| Datum                         | Wedstrijd             | Uitslag | Scoreverloop | Scheidsrechters              |
| ----------------------------- | --------------------- | ------- | --- | ---------------------------- |
| 30 mei 2018, 20:30, Rotterdam | Rotterdam - Groningen | 2 – 4   | 3' Lisa van Baaren 1-0, 19' Klaartje de Bruijn 1-1, 32' Danielle van Rootselaar 2-1, 45'(sc) Willemijn Bos 2-2, 48' Noor Hakker 2-3, 55'(sc) Klaartje de Bruijn 2-4. | Jochem Helling Ronald Rovers |
| 2 juni 2018, 12:30, Haren     | Groningen - Rotterdam | 2 – 1   | 24' Maria Jimena Cedres Lobbosco 0-1, 52'(sc) Willemijn Bos 1-1, 66'(sc) Florentine Blom 2-1.                                                                        | Lisette Feuth Eldert Michels |

Play outs 10de/Beste 2de Overgangsklasse
| Datum                         | Wedstrijd    | Uitslag | Scoreverloop                                                                        | Scheidsrechters                 |
| ----------------------------- | ------------ | ------- | ----------------------------------------------------------------------------------- | ------------------------------- |
| 30 mei 2018, 20:30, Wassenaar | HGC - Huizen | 0 – 0   | Huizen wint na shoot-outs: 2-4.                                                     | Lisette Baljon Lizelotte Wolter |
| 2 juni 2018, 12:30, Naarden   | Huizen - HGC | 2 – 1   | 20'(sc) Bernice van Aken 0-1, 25'(sc) Jasmijn Oliemans 1-1, 58' Edmee Peijster 2-1. | Maartje de Bruijn Alwiene Sterk |

Resultaat: Groningen en Huizen handhaven zich in de Hoofdklasse.
Nederlands landskampioenschap

1921/22 ·
1922/23 ·
1923/24 ·
1924/25 ·
1925/26 ·
1926/27 ·
1927/28 ·
1928/29 ·
1929/30 ·
1930/31 ·
1931/32 ·
1932/33 ·
1933/34 ·
1934/35 ·
1935/36 ·
1936/37 ·
1937/38 ·
1938/39 ·
1939/40 ·
1940/41 ·
1941/42 ·
1942/43 ·
1943/44 ·
1944/45 ·
1945/46 ·
1946/47 ·
1947/48 ·
1948/49 ·
1949/50 ·
1950/51 ·
1951/52 ·
1952/53 ·
1953/54 ·
1954/55 ·
1955/56 ·
1956/57 ·
1957/58 ·
1958/59 ·
1959/60 ·
1960/61 ·
1961/62 ·
1962/63 ·
1963/64 ·
1964/65 ·
1965/66 ·
1966/67 ·
1967/68 ·
1968/69 ·
1969/70 ·
1970/71 ·
1971/72 ·
1972/73 ·
1973/74 ·
1974/75 ·
1975/76 ·
1976/77 ·
1977/78 ·
1978/79 ·
1979/80 ·
1980/81
Hoofdklasse dames

1981/82 · 
1982/83 · 
1983/84 · 
1984/85 · 
1985/86 · 
1986/87 · 
1987/88 · 
1988/89 · 
1989/90 · 
1990/91 · 
1991/92 · 
1992/93 · 
1993/94 · 
1994/95 · 
1995/96 · 
1996/97 · 
1997/98 · 
1998/99 · 
1999/00 · 
2000/01 · 
2001/02 · 
2002/03 · 
2003/04 · 
2004/05 · 
2005/06 · 
2006/07 · 
2007/08 · 
2008/09 · 
2009/10 · 
2010/11 · 
2011/12 · 
2012/13 ·
2013/14 ·
2014/15 ·
2015/16 ·
2016/17 ·
2017/18 ·
2018/19 ·
2019/20 ·
2020/21 ·
2021/22 ·
2022/23 ·
2023/24 ·
2024/25 ·
Nederlandse competities: Hoofdklasse (zaal) · Promotieklasse · Overgangsklasse · Eerste klasse · Tweede klasse · Derde klasse · Vierde klasse · Gold Cup · Silver Cup

Nederlands kampioenschap: Lijst van Nederlandse landskampioenen hockey · Lijst van Nederlandse landskampioenen zaalhockey

Europese competities: Euro Hockey League · Europacup I · Europa Cup II · Europacup zaalhockey